# トヨタカローラ鹿児島
トヨタカローラ鹿児島株式会社（トヨタカローラかごしま）は、鹿児島県鹿児島市東郡元町に本社を置く、トヨタカローラ店を展開するトヨタ系正規ディーラー。登録車販売台数は県内1位である（2020年）。

## 沿革
- 1962年（昭和37年）
- 2022年（令和4年）10月：鹿児島トヨペットと経営統合を実施。共同持株会社「株式会社トヨタPC鹿児島ホールディングス」を設立し、両社とも当該会社の傘下となる。

## 取り扱い車種
- カローラアクシオ
- カローラフィールダー
- カローラ
- カローラツーリング
- カローラスポーツ
- カローラクロス
- プリウス
- アクア
- ヤリス
- ヤリスクロス
- GRヤリス
- ルーミー
- ライズ
- シエンタ
- ノア
- ヴォクシー
- アルファード
- ヴェルファイア
- RAV4
- ハリアー
- ランドクルーザー
- ハイラックス
- カムリ
- クラウン
- MIRAI
- センチュリー
- GR86
- スープラ
- グランエース
- プロボックス
- タウンエース
- ハイエース

## 拠点

### 鹿児島市内
- 本店
- 城南店
- 谷山店
- 伊敷店
- 中山店
- オレンジテラス与次郎
- オレンジテラス東開

### 鹿児島市外
- 鹿屋店
- 国分店
- 姶良店
- 川内店
- 加世田店
- 出水店
- 指宿店
- 志布志店
- 大口店
- 大隅店
- オレンジテラス姶良

### 中古車店舗
- 郡元マイカーセンター
- 与次郎オートシティマイカーセンター
- 国分マイカーセンター
- Uステーション鹿屋
- 川内マイカーセンター
- Uテラス鹿児島